# Vilim Cecelja
Vilim Cecelja (Sveti Ilija, 24. travnja 1909. – Salzburg, 3. srpnja 1989.) hrvatski katolički svećenik.

## Životopis
Po svršetku gimnazije u Varaždinu 1928. godine upisuje se na Katolički bogoslovni fakultet u Zagrebu. Za svećenika Zagrebačke nadbiskupije zaređen je 29. srpnja 1932. od zagrebačkog nadbiskupa Antuna Bauera. Službovao je najprije kao kapelan u Bedenici, bio je župnik u Hrastovici i Kustošiji u Zagrebu, te kao zamjenik vojnog vikara nadbiskupa Alojzija Stepinca. Godine 1942. postaje župnikom gornjogradske župe sv. Marka, a 8. svibnja 1944. premješten je u Beč, gdje mu je kao voditelju podružnice Crvenoga križa predana skrb za hrvatske ranjenike.
Poslije Drugog svjetskog rata nije se više smio vratiti u Hrvatsku, jer ga je komunistička vlast optužila na temelju kleveta za vodstvo ustaškog pokreta. Na montiranom sudskom procesu 1946. godine nadbiskup Stepinac je za njega rekao: "Ostajem kod toga. Da su svi ljudi bili kao Cecelja, ne bi nikada nikomu ni vlas s glave pala". Zatočen je u logoru za ratne zločince u Glasenbachu kraj Salzburga do svibnja 1947. Po izlasku iz logora od 1950. dugi niz godina vodio je "Hrvatski Caritas" u Salzburgu. Do kraja života bio je velik promicatelj blajburških okupljanja i čuvar povijesnog pamćenja na stradanje hrvatskog naroda. Od 1951. uređivao salzburški Glasnik Srca Isusova i Marijina.
Preminuo je u Salzburgu 3. srpnja 1989. Posmrtni ostatci preneseni su mu na groblje u Svetom Iliji 1997. godine.
Veliki prijatelji i suputnici vlč. Vilima Cecelje bili su bl. Alojzije Stepinac, sluga Božji o. Aleksa Benigar, kardinal Franjo Šeper, dr fra Mirko Ćović, Tomislav Mesić, o. Ante Gabrić i fra Hrvoslav Ban.